# Bhaise
Bhaise – gaun wikas samiti w środkowej części Nepalu w strefie Narajani w dystrykcie Makwanpur. Według nepalskiego spisu powszechnego z 2001 roku liczył on 1286 gospodarstw domowych i 7614 mieszkańców (3787 kobiet i 3827 mężczyzn).